# Markaz al Manşūrah
Markaz al Manşūrah (arabiska: مركز المنصورة) är en region i Egypten.   Den ligger i guvernementet Ad-Daqahliyya, i den norra delen av landet, 110 km norr om huvudstaden Kairo.